# Mai-Otome
Mai-Otome (jap. 舞-乙HiME) ist eine Animeserie aus dem Jahr 2005. Sie gilt als Nachfolger von Mai-HiME, weist jedoch eine andere Handlung als diese auf.
Mai-Otome spielt in einem anderen Universum als Mai-HiME, kann aber auch einige Parallelen zu diesem aufweisen. So sind sich die Beziehungen zwischen den Charakteren ähnlich.

## Handlung
Arika Yumemiya, die aus Galeria stammt, hat sich auf den Weg gemacht, ihre Mutter zu suchen. Das einzige, was sie über ihre Mutter weiß, ist, dass sie eine Otome war. Deshalb ist es ihr größter Wunsch auch eine solche zu werden. Auf dem Weg zur Akademie Garderobe macht sie unter unglücklichen Umständen die Bekanntschaft von Nina Wang, Otome Coral Nr. 1. Entgegen allen Bemühungen Nina Wangs begleitet Arika sie eine Weile. Als Nina erfährt, dass sie sich auf den Weg zur Akademie Garderobe gemacht, wo sie selbst zur Otome ausgebildet wird, versucht sie zunächst, Arika davon zu überzeugen, dass ihre Bemühungen umsonst wären, da sie nie eine Otome werden könne. Allerdings lässt sich Arika nicht davon abhalten und stolpert in ihre Zukunft.

## Veröffentlichungen
Die Serie wurde von Sunrise produziert und war, wie auch ihr Vorgänger, äußerst erfolgreich. Sie wurde auf dem japanischen Fernsehsender TV Tokyo ausgestrahlt und umfasst insgesamt 26 Episoden.
Zusätzlich wurde ab Dezember 2006 die OVA Mai-Otome Zwei, welche 4 Teile umfasst, veröffentlicht. Eine weitere OVA unter dem Titel Mai-Otome 0 – S.ifr, welche die Geschichte von Arikas Mutter erzählt, umfasst drei Teile, die 2008 erschienen.